# Hovedøya
59°53′42.259″N 10°43′44.738″Ø / 59.89507194°N 10.72909389°Ø
Hovedøya er en ø i Oslofjorden med et areal på 0,469 km². Øen blev i 1952 købt af Oslo kommune for 4 millioner kroner og forvaltes af Friluftsetaten. Store dele af øen er fredet efter lov om kulturminner. Øen er om sommeren et populært udflugtssted og har en rig kulturhistorie.
Navnet kommer af det norrøne hǫfuð – høyde, og hentyder til den 47 meter høje østlige del af øen hvor der i middelalderen stod et militært vagttårn, som bevogtede indsejlingen til Oslo.

## Natur og fredning
Hovedøya har en usædvanlig rig geologi og flora, og et varieret kulturlandskab. Der er flere plantearter på Hovedøya end på noget andet område af samme størrelse, og artsrigdommen er på niveau med øerne i Drøbaksundet. Et varmere klima end i områderne omkring skaber de samme højtempererede vækstforhold her som på Langøyene og Tofteholmene.
Under Napoleonskrigene var øen et vigtigt forsvarsværk, og der blev hugget meget tømmer til fæstningsanlæg og krigsskibe. I 1800-tallet var øen kun bevokset med buske, men Henrik Wergeland tog initiativ til at dyrke popler hvoraf et træ fortsat står tilbage.
Størstedelen af Hovedøya blev fredet 19. maj 2006, men inddelt i fire forskellige fredningszoner med forskellig fredningsstatus.
- Hovedøya landskapsvernområde (385 dekar)og omfatter historisk natur- og kulturlandskab og geologi.[1]
- Hovedøya landskapsvernområde med plantelivsfredning (107 da) omfatter natur- og kulturlandskab med sjældne plantearter.[2]
- Østre Hovedøya naturreservat (158 da) omfatter artsrig vegetation på kalkrig bjerggrund og geologi.[3]
- Vestre Hovedøya naturreservat (56 da) omfatter artsrig vegetation på kalkrig bjerggrund og geologi.[4]

## Hovedøya kloster
På øen ligger ruinerne af et Cistercienserkloster, Hovedøya kloster grundlagt i 1147 af abbed Philippus fra Kirkstead i Lincolnshire, efter en anmodning fra oslobispen Viljam. Da Philippus og munkene kom til øen, var der allerede en kirke her, antagelig en kirke for engelske handelsmænd viet til Edmund Martyren. Kirken skal have været toskibet, hvilket der kun findes et andet eksempel på i Norge, nemlig Clemenskirken i Gamlebyen i Oslo.
Munkeordenen, som først bestod af ca. 12 munke og andre lægsbrødre, blev efterhånden velstående. De ejede 443 ejendomme og blandt andet storgårdene Bygdøy, Bogstad, Frogner og Ullern. Munkene drev aktiv udvikling og eksperimenter indenfor jordbrugsmetoder på disse gårde. Gamle historier fortæller om en undersøisk, hemmelig tunnel fra Hovedøya og ind til ruinerne i Gamlebyen, men denne er aldrig fundet.
Man har fundet fragmenter af glasmalerier som stammer fra 1200–1300-tallet. Blandt andet en samling fragmenter af rosetter og stiliseret bladværk med klare fællestræk til glasmalerierne i Lincolnkatedralen i England.
I 1532 blev alt klosterets gods og ejendomme underlagt kronen, og høvedsmand Mogens Gyldenstjerne på Akershus slot satte klosteret i brand 21. januar. Klosterets drift ophørte helt samme år og blev reduceret til et stenbrud for den videre udbygning af Akershus fæstning og senere Slottet.
Også andre steder på øen har givet sten til Akershus fæstning. Der var så mange som tolv stenbrud rundt omkring, og det ældste stammer fra 1200-tallet.
Hovedøya blev lagt under Slottets ladegård på Bygdøy, og brugt som jagtrevir. I 1589 blev der udsat harer og arrangeret jagtkonkurrence med Jakob 6. af Skotland.

## Militær betydning
Kong Sverre skal i følge sagaen have været til messe på Hovedøya før angrebet på baglerne i Oslo 24. juli 1197, og der stod et større slag i bugten mellem øen og byen.
Under Det første Norgesfelttog under Den store nordiske krig gav øen sammen med Bleikøya og Nakkholmen dækning for artilleriet på Akershus fæstning for svenske styrker som forsøgte at rykke frem over isen over til Bygdøy.

### Skibsværft
I Båtforeningsbukten er der fundet rester efter et skibsværft fra 1640'erne, anlagt af skibsbyggeren James Robbins fra Skotland som havde været i tjeneste hos Christian 4. siden 1642. Flere af de største skibe i den daværende dansk-norske flåde blev bygget her,  i alt skal 12 store orlogsfartøjer være blevet bygget her i 1600-tallet.
Det første skib som blev bygget på Hovedøya var et krigsskib med 60 kanoner, med navn «Hannibal (skib)» i 1647. I 1651 blev «Sophia Amalia» søsat, den gang verdens største orlogsfartøj.

### Befæstninger fra 1808
Øen har været en vigtig del af forsvaret af Christiania. Under Napoleonskrigene mellem 1807 og 1814 blev der anlagt et fremskudt forsvar med to kanonstillinger til at dække indsejlingen til byen. Videre er der fem krudthuse på øen (fra 1826–27), den såkaldte Kommandantboligen (fra 1850), oprindelig et militært laboratorium, ombygget i slutningen af 1800-tallet til bolig; og et stort lagerhus, det såkaldte Lavetthuset (bygget 1847) som er Norges største bindingsværkshus. Her blev der blandt andet lagret lavetter (understel til kanoner), men også andet militært udstyr som våbenvogne, telte etc. Særlig krudthusene blev bygget isoleret ude på øen fordi man ikke ønskede at lagre så store krudtmængder tæt inde ved byen med den eksplosions- og brandfare dette ville indebære.
Hovedøya blev nedlagt ned som forsvarsanlæg omkring 1850, men i 1914 og fremover blev øen benyttet som træningsområde (6 ugers rekrutskole) for Hans Majestet Kongens Garde. Ingen af de barakker som da blev opført er bevaret. I 1939 skriver Hjalmar T. Larsen: «I lange tider har landgang for ikke militære vært forbudt, men nu er det adgang for en avgift av 15 øre. I mange år har Oslo kommune forsøkt å komme til enighet om kjøp av øya til friluftsområde for byen, uten at det har ført til noe resultat.»

## Karantænestation
I 1872 blev der anlagt en karantænestation på øen, for ankommende skibe. Smitte fra skibe udgjorde en stor trussel mod hovedstaden og siden Hovedøya var afskåret for almen færdsel, blev der anlagt et såkaldt karantænelasaret ved Sandtangen på øens sydøstlige odde, med navnet Hovedøen Lazareth. Denne havde en kapacitet på 13 personer, fordelt på fire bygninger.
Karantænestationen blev nedlagt i 1931, da denne funktion blev flyttet til Ullevål sykehus. Stationen blev efter dette en tid brugt af Havnepolitiet i Oslo, før de flyttede til skur 30 på Akershuskajen. I dag er det kun rester af grundmurene på stedet.

## Anden verdenskrig og 1950'erne

### Tyske forlægninger
Under anden verdenskrig overtog de tyske militærmyndigheder Gardens tidligere installationer, og byggede en stor baraklejr på sletten øst for klosterruinerne, og også Kommandantboligen og Lavethuset blev brugt til indkvartering af militære mandskaber, og anlægget fik navnet Lager Hovedöen. Nærmest ruinerne blev sletten planeret til idrætsplads og den barak nord for ruinerne som fortsat står, var officersmesse. Tilsammen havde tyskerne 11 store barakker med plads til mere end 1000 soldater. Dertil havde de et sprængstoflager og feltsygehus med 100 senge.

### Statens interneringslejr for kvinder
Efter krigen blev baraklejren først brugt som interneringslejr for kvinder som havde haft forbindelse med fjenden, kaldt Statens interneringsleir for kvinner, Hovedøya. Lejren blev oprettet 1. oktober 1945, efter at kvinderne havde været interneret i en midlertidig lejr på Ljanskollen. Formålet med interneringen var officielt ikke straf eller varetægt, men blev fremstillet som for at beskytte norske mænd mod kønssygdomme. Imidlertid omtalte også rigspolitichef Andreas Aulie lejren som en «fangelejr». Selv den provisoriske anordning som hjemlede interneringen uden domstolsbehandling indeholder en afslørende skrivefejl i § 6 hvor interneringen omtales som «fængslingen».
I alt 1.100 såkaldte «tyskertøse» var interneret på Hovedøya. Mindst 16 børn, som ikke kunne blive passet hos andre familiemedlemmer, sad interneret sammen med deres mødre.
Da socialminister Sven Oftedal besøgte lejren i foråret 1946, besluttede han at lejren straks skulle lukkes, da assosiationerne til de koncentrationslejrene han selv havde siddet i under krigen blev for stærke.

### Nødboliger
Senere ble barakkerne brugt som midlertidige boliger for at afhjælpe bolignøden. Til tidlig i 1950'erne boede der 150 familier på øen, og den havde både butik og postkontor.

### Senere brug
Da Oslo kommune overtog øen fra staten i 1952 blev barakbyen nedrevet, men de sidste fastboende flyttede ikke før i 1970. Oslo byantikvar brugte i flere år Lavetthuset i forbindelse med produktion og visning af Oslomodellen. Efter at modellen blev flyttet til bedre egnede lokaler på Akershus fæstning, var der tomt i 15 år, frem til 2006.
Fra 2006 bruges Lavetthuset igen. På anden etage findes nu Hovedøya Klosterbibliotek, og fem atelierer for billedkunstnere. Fra 2008 åbnede kunstnerkollektivet i Lavetthuset eget galleri,, og Kunstverket galleri åbnede en filial i Hovedøya kunstsal i underetagen.

## Rekreation
Øen har altid vært et populært rekreationsområde for hovedstadens indbyggere, sommer som vinter. Allerede i 1914 blev det første offentlige bad anlagt. I bugten mod syd blev der i 1924 bygget et stort badeanlæg. Badet blev lukket af sundhedsmyndighederne i 1951 på grund af den tiltagende vandforurening på den tid. I løbet af de 37 år badet var åbent havde det over 8 millioner besøg. Rester af fundamenterne er fortsat synlige. Senere har rensningen af kloakkerne fra byen medført at Hovedøya igen er blevet et meget populært fritids- og friluftsområde. Havbunden omkring øen blev i 2008 opmudret som en del af Oslo kommunes miljøprojekt.
Man kan tage en båd fra Vippetangen for at komme ud på øen. I bugten på nord/østsiden ligger der en bådehavn hvor flere af byens bådforeninger holder til.